# Базаринці

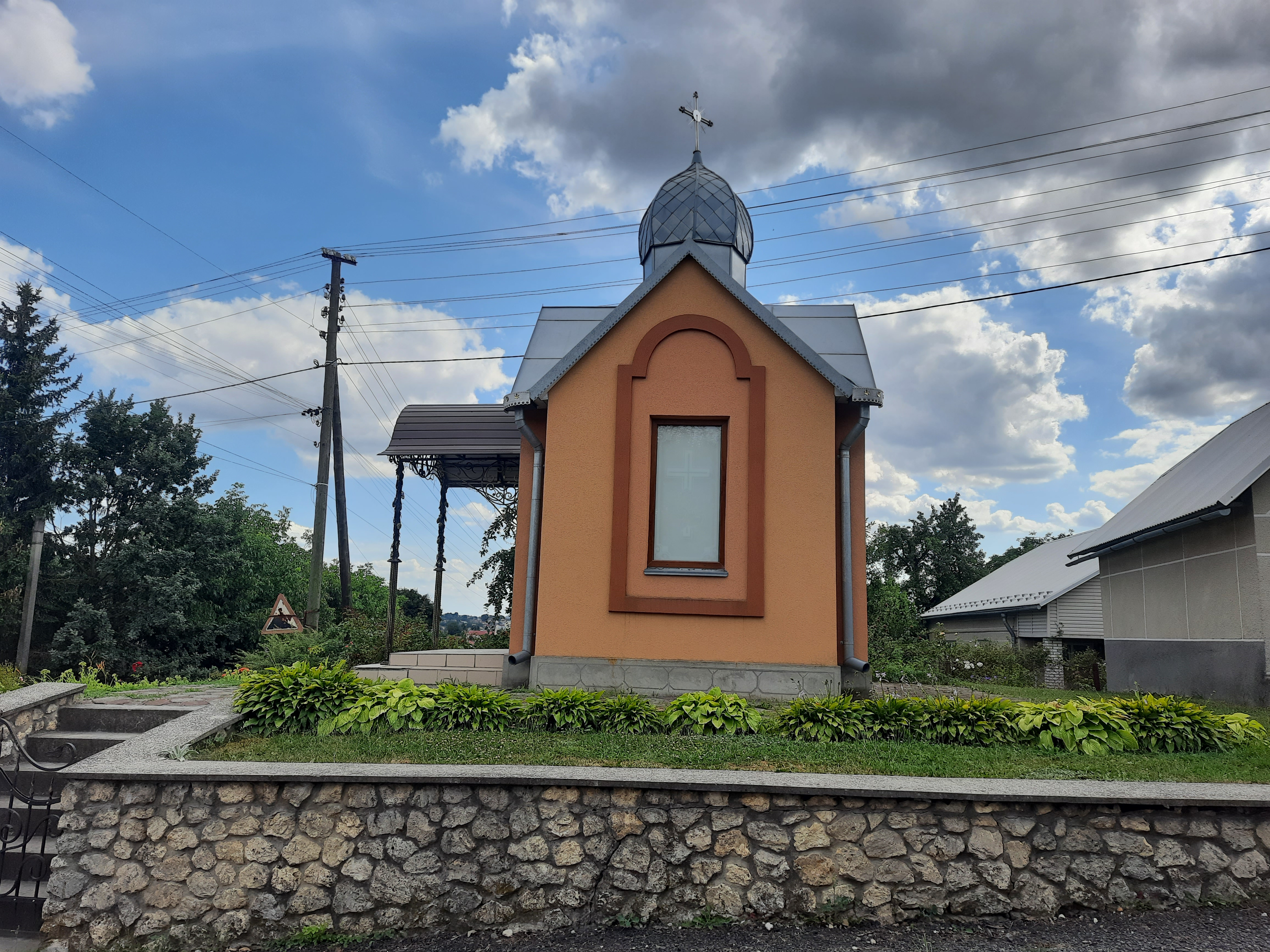
Капличка

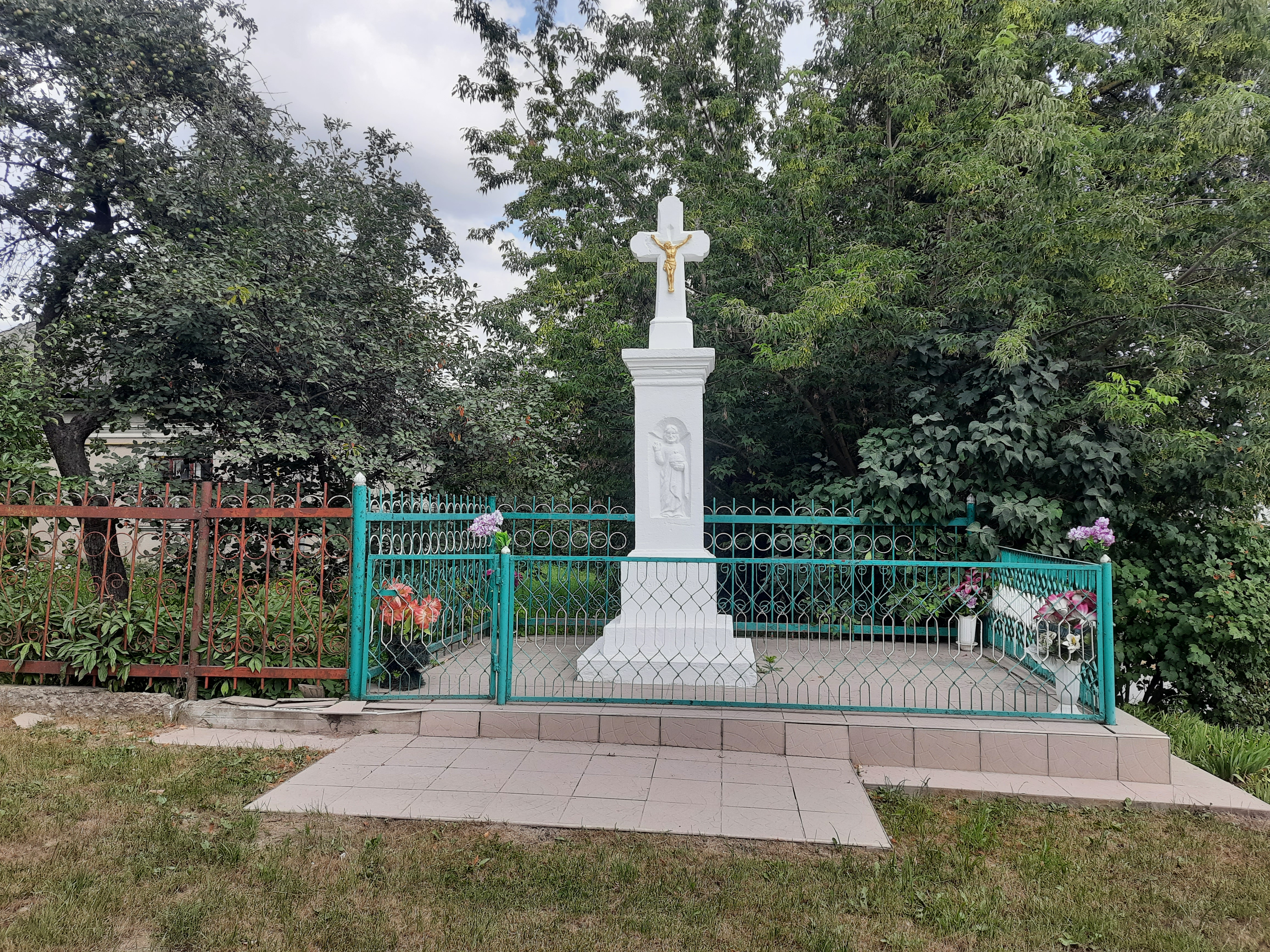
Пам'ятний хрест

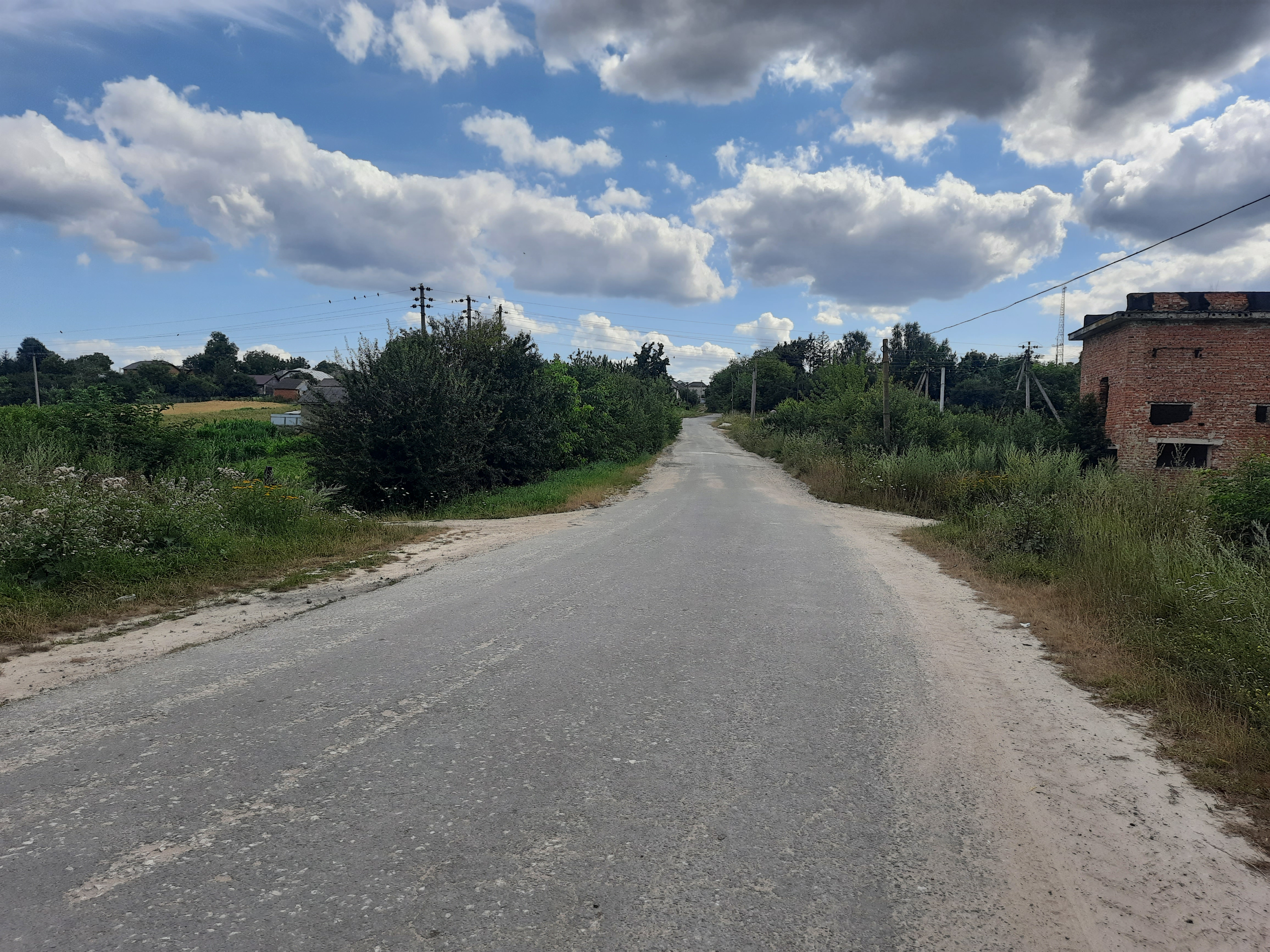
Околиця села

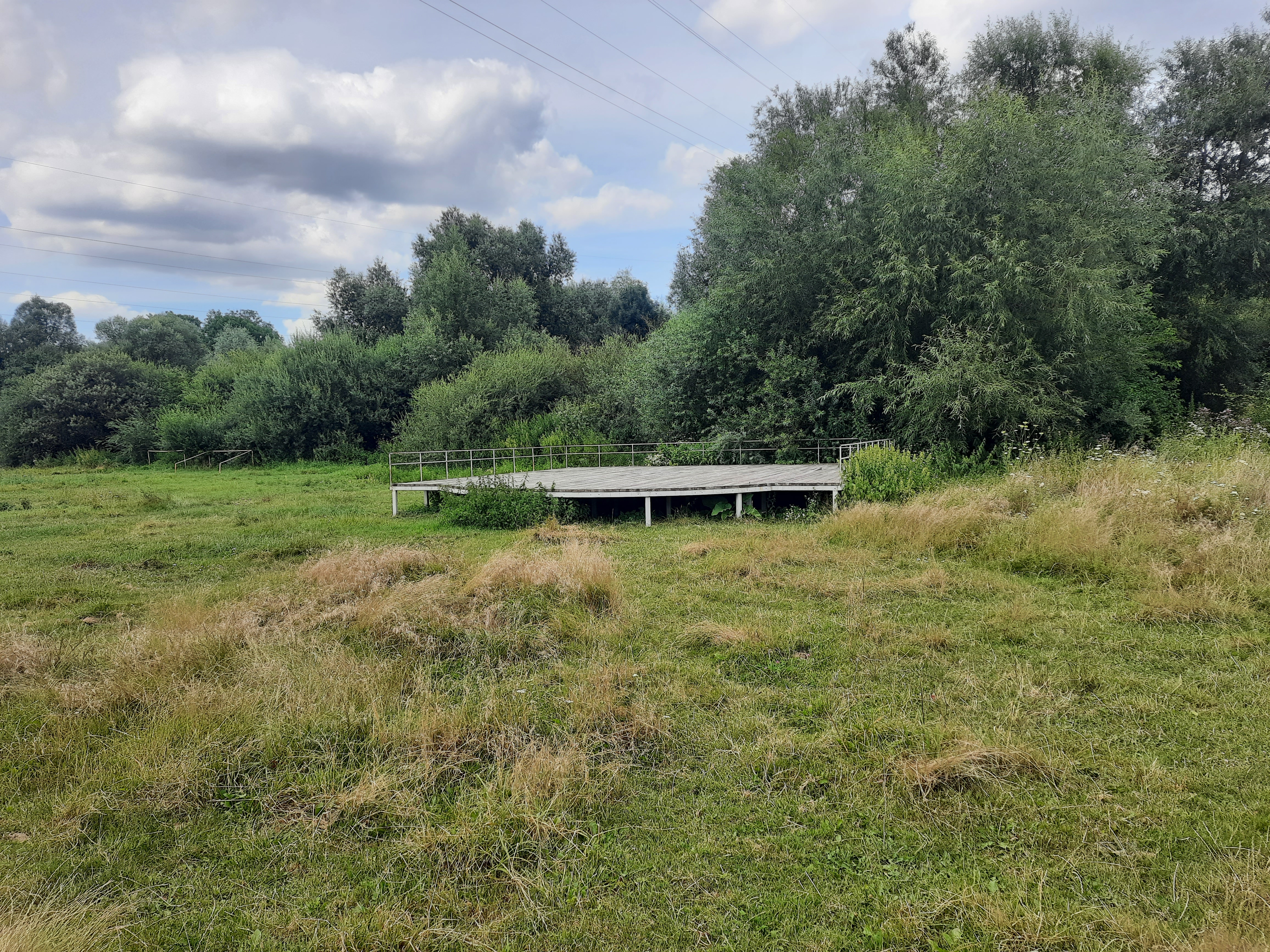
Краєвид біля села

База́ринці —село в Україні, у Збаразькій міській громаді Тернопільського району Тернопільської області. Розташоване на річці Гнізна, на північному сході району. До 2020 адміністративний центр сільради, якій було підпорядковано села Тарасівка, Чорний Ліс, Малий Глибочок.
До села приєднано хутір Забрід.
Населення становить 684 особи (2001).

## Географія

### Клімат
| Клімат Базаринців         | Клімат Базаринців | Клімат Базаринців | Клімат Базаринців | Клімат Базаринців | Клімат Базаринців | Клімат Базаринців | Клімат Базаринців | Клімат Базаринців | Клімат Базаринців | Клімат Базаринців | Клімат Базаринців | Клімат Базаринців | Клімат Базаринців |
| Показник                  | Січ.              | Лют.              | Бер.              | Квіт.             | Трав.             | Черв.             | Лип.              | Серп.             | Вер.              | Жовт.             | Лист.             | Груд.             | Рік               |
| Середній максимум, °C     | −2,5              | −1,6              | 3,5               | 13,8              | 21,2              | 24,8              | 26,5              | 26,0              | 20,5              | 12,6              | 4,7               | 0,2               | 12                |
| Середня температура, °C   | −5,7              | −4,8              | 0,0               | 9,0               | 15,7              | 19,3              | 20,9              | 20,2              | 15,0              | 8,1               | 1,8               | −2,5              | 8                 |
| Середній мінімум, °C      | −8,8              | −8                | −3,4              | 4,2               | 10,3              | 13,9              | 15,4              | 14,5              | 9,5               | 3,7               | −1,1              | −5,2              | 3                 |
| Норма опадів, мм          | 43                | 38                | 33                | 40                | 44                | 60                | 61                | 45                | 41                | 41                | 43                | 47                | 536               |
| ------------------------- | ----------------- | ----------------- | ----------------- | ----------------- | ----------------- | ----------------- | ----------------- | ----------------- | ----------------- | ----------------- | ----------------- | ----------------- | ----------------- |
| Джерело: climate-data.org |                   |                   |                   |                   |                   |                   |                   |                   |                   |                   |                   |                   |                   |

## Історія
Перша писемна згадка — 1594 рік під назвою Базар у «Щоденнику» Е. Лясоти.
12 червня 2020 року, відповідно до Розпорядження Кабінету Міністрів України від  № 724-р «Про визначення адміністративних центрів та затвердження територій територіальних громад Тернопільської області», село увійшло до складу Збаразької міської громади.
19 липня 2020 року, в результаті адміністративно-територіальної реформи та ліквідації Збаразького району, село увійшло до складу новоутвореного Тернопільського району.

## Населення

### Мова
Розподіл населення за рідною мовою за даними перепису 2001 року:
| Мова       | Відсоток |
| ---------- | -------- |
| українська | 98,1%    |
| російська  | 1,9%     |

## Пам'ятки
У селі є пам'ятка архітектури - Мурована церква святого Архістратига Михаїла (1888), а також пам'ятка Збаразька ділянка первоцвіту весняного
У селі споруджено пам'ятники:
- Хрест на честь скасування панщини 1848 року
- дві «фігури» — на одній з них зберігся напис: «Свята Покрова. В пам'ять пожежі у Базаринцях 5 жовтня 1907 року».

Скульптура Матері Божої в пам'ять про пожежу
Щойновиявлена пам'ятка монументального мистецтва. Розташована на вулиці І. Франка, біля Збаразького РЕМ.
Робота масового виробництва, виготовлена із каменю (встановлена 5 жовтня 1907 р.).

## Соціальна сфера
Діє бібліотека.

## Мікротопоніми
1. Автомобільні — Р.в. Автомобільних. Мікротопонім утворено лексико-семантичним способом від апелятива автомобільний із семантикою "признач. для автомобілів" [СУМ, т.1., с.13]. У місцевому мікротопоніміконі так називали гаражі, де зберігали й ремонтували автомобілі.
2. Базаринецький Клуб — Р.в. Базаринецького Клубу. Мікротопонім утворено семантичним способом від апелятивного сполучення з атрибутивом (атрибутив Базаринецький утворено від топоніма Базаринці за допомогою суфікса -цьк-) з вихідним значенням клуб, “який розташований у селі Базаринці”, де апелятив клуб означає “громадська організація, що об'єднує людей певного кола, професії для спільного відпочинку, розваг, занять спортом і т. ін.” [СУМ, т.4, с.190].
3. Біля Млину — Р.в. Біля Млину. Мікротопонім утворено синтаксичним способом (прийм. біля + ім. млин у Р.в. одн.), де апелятив млин означає “споруда, що розмелює зерно на борошно за допомогою вітряної, водяної, парової та ін. енергії” [CУМ, т.4, с. 764]. Так називали сам млин, куди ходили перемелювати зерно.
4. Біля Плоту — Р.в. Біля Плоту. Мікротопонім утворено синтаксичним способом (прийм. біля + ім. пліт у Р.в. одн.), де апелятив пліт означає “огорожа, плетена з хворосту” [СУМ, т.6, с.587]. Атрибутив, який указував на місце, де росла ожина в селі.
5. Варвари — Р.в. Варвари. Мікротопонім утворено лексико-семантичним способом від антропоніма Варвара із семантикою “жіноче ім’я”. У місцевому мікротопоніміконі так називають скульптуру, яка присвячена святій Варварі.
6. Великий Міст — Р.в. Великого Моста. Мікротопонім утворено семантичним способом від апелятивного сполучення та з вихідним значенням міст,”який є більшим за розміром, ніж інші мости, у селі”, де апелятив міст означає “споруда для переїзду або переходу через річку, залізницю, автомагістраль, яр і т. ін.” [СУМ, т.4, с.749].
7. Вивіз — Р.в. Вивозу. Мікротопонім утвоерно лексико-семантичним способом від апелятива вивіз із семантикою “те саме, що вивезення” [СУМ, т. 1, с.364]. У місцевому мікротопоніміконі так називають дорогу, через яку в селі вивозили возами товари й усе, що було потрібно.
8. В Кут — Р.в. незм.. Мікротопонім утворено синтаксичним способом (прийм. в + ім. кут), де апелятив кут означає “частина якої-небудь території, місцевості.” [СУМ, т. 4, с. 417]. Так називають місцеву стежку, яка вела в напрямку кута села.
9. В Ліску — Р.в. В Ліску. Мікротопонім утворено синтаксичним способом (прийм. в + ім. лісок у М.в. одн.), де апелятив лісок означає “зменш.-пестл. до ліс ” [СУМ, т.4, с. 525]. Так називають у селі невеликий лісовий масив, де ростуть маслюки.
10. Вулична Криниця — Р.в. Вуличної Криниці. Мікротопонім утворено семантичним способом від апелятивного сполучення з атрибутивом та з вихідним значенням криниця, “яка розташована на вулиці і якою можуть усі користуватися; громадське джерело води”, де апелятив криниця означає “глибоко викопана й захищена цямринами від обвалів яма для добування води з водоносних шарів землі; колодязь” [CУМ, т.4, с. 348].
11. Ґонти — Р.в. Ґонтів. Утворено лексико-семантичним способом від прізвища Ґонта. У місцевому мікротопоніміконі так у селі називали рівнину, яка була розташована біля господарства сім’ї Ґонтів.
12. Глиняний — Р.в. Глиняного. Утворено лексико-семантичним способом від апелятива глиняний із семантикою “зробл. з глини.” [СУМ, т.2, с. 85]. У місцевому мікротопоніміконі так називають кар’єр для видобутку глини.
13. Дамба — Р.в. Дамби. Мікротопонім утворено лексико-семантичним способом від апелятива дамба із семантикою “гідротехнічна або дорожня споруда у вигляді валу для зберігання води у водоймищах, захисту низин від затоплення і т. ін.” [СУМ, т. 2, с.210]. У місцевому мікротопоніміконі так  називають власноруч побудовану греблю на водоймі. За легендами, до свята Івана Купала, поки не скупається сонце, там не можна купатися, оскільки в цьому місці водяться русалки, які затягують людей на дно.
14. Джерело — Р.в. Джерела. Мікротопонім утворено лексико-семантичним способом від апелятива джерело із семантикою “потік води, що утворюється внаслідок виходу підземних вод на поверхню землі” [СУМ, т.2, с.262]. У місцевому мікротопоніміконі так називають природне джерело води.
15. Дзигарець — Р.в. Дзигарця. Мікротопонім утворено лексико-семантичним способом від апелятива дзигарець із семантикою “зменш. до дзиґарі.” [СУМ, т. 2, с. 267]. У місцевому мікротопоніміконі так називають двір, у якому мешкав чоловік з прізвиськом Дзигарець.
16. Желізнодорожна — Р.в. Желізнодорожної. Утворено лексико-семантичним способом від підрядного словосполучення залізна дорога, де апелятив дорога означає  “смуга землі, по якій їздять і ходять, штучно створений засіб для пересування, сполучення” (СУМ, т. 2, с. 378). У місцевому мікротопоніміконі так називають посадку біля залізниці.
17. За Забродом — Р.в. незм. Мікротопонім утворено синтаксичним способом (прийм. за + ім. забрід в О.в. одн.), де апелятив забрід означає “заст. Відхід з дому на заробітки; бурлакування” [СУМ, т. 3, с.28]. У місцевому мікротопоніміконі так називають кручу, що розташована біля водойми.
18. За Штрекою — Р.в. незм.. Мікротопонім утворено синтаксичним способом (прийм. за + ім. штрека в О.в. одн.), де апелятив штрека означає “діал. Залізничне полотно” [СУМ, т.11, с.544]. У місцевому мікротопоніміконі так називають місцевість поблизу залізничної колії.
19. Іонів Горб — Р.в. Іонового Горба. Мікротопонім утворено семантичним способом від апелятивного сполучення з атрибутивом (атрибутив Іонів утворений від антропоніма Іон) та з вихідним значенням горб, “який розташований біля Іона”, де апелятив горб означає “невелике округле підвищення на площині: бугор, пагорок” [СУМ, т. 2, с.125]. У місцевому мікротопоніміконі так колись називали височину, яку забудували.
20. Коло Дамби — Р.в. незм. Мікротопонім утворено синтаксичним способом (прийм. коло + дамба в Р.в. одн.), де апелятив дамба означає “гідротехнічна або дорожня споруда у вигляді валу для зберігання води у водоймищах, захисту низин від затоплення і т. ін.” [СУМ, т. 2, с.210]. У місцевому мікротопоніміконі так називають яр поблизку дамби.
21. Коло Літровні — Р.в. незм.. Мікротопонім утворено синтаксичним способом (прийм. коло + ім. літровня в Р.в. одн.), значення апелятива літровня не відоме, проте в місцевому мікротопоніміконі так називали місце біля електростанції.
22. Коло Майданчика — Р.в. незм.. Мікротопонім утворено синтаксичним способом (прийм. коло + ім. майданчик у Р.в. одн.), де апелятив майданчик означає “невелике рівне місце на землі, призначене для чого-небудь” [CУМ, т.4, с.598]. У місцевому мікротопоніміконі так називали місце, де розташований парк у селі.
23. Коло Нафтобази — Р.в. незм.. Мікротопонім утворено синтаксичним способом (прийм. коло + ім. нафтобаза у Р.в. одн.), де апелятив нафтобаза означає ”комплекс споруд і пристосувань для приймання, зберігання, перевантаження з одного виду транспорту на інший і відпускання нафти й нафтопродуктів” [енциклопедія “Вікіпедія”]. У місцевому мікротопоніміконі так називали місце біля нафтового об'єкта.
24. Коло Пеньків — Р.в. незм.. Мікротопонім утворено синтаксичним способом (прийм. коло + ім. пеньок у Р.в. мн.), де апелятив пеньок означає “те саме, що пень” [СУМ, т.6, с.117]. У місцевому мікротопоніміконі так називали місце, де ростуть опеньки.
25. Коло Ради — Р.в. незм.. Мікротопонім утворено синтаксичним способом (прийм. коло + ім. рада в Р.в. одн.), де апелятив рада означає “колегіальний орган якої-небудь організації, установи чи сама організація, установа, що розпоряджається, керує ким-, чим-небудь або радить у чомусь” [СУМ, т. 8, с.426]. У місцевому мікротопоніміконі так називали місце поблизу сільради.
26. Коло РЕСу — Р.в. незм.. Мікротопонім утворено синтаксичним способом (прийм. коло + абревіатура РЕС в Р.в.). У місцевому мікротопоніміконі так називали роздоріжжя поблизу електропідстанції.
27. Криївка — Р.в. Криївки. Мікротопонім утворено лексико-семантичним способом від апелятива криївка із семантикою “те саме, що захисток; схованка” [СУМ, т.4, с.344]. У селі це було історичне місце й означало воно “вирите підземелля, де ховалися українські націоналісти”.
28. Криниця Теплицьких — Р.в. Криниці Теплицьких. Утворено семантичним способом від апелятивного сполучення з атрибутивом та з вихідним значенням криниця, “яка розташована біля сім’ї Теплицьких”, де апелятив криниця означає “глибоко викопана й захищена цямринами від обвалів яма для добування води з водоносних шарів землі; колодязь” [CУМ, т.4, с. 348].
29. Крутий — Р.в. Крутого. Мікротопонім утворено лексико-семантичним способом від апелятива крутий із семантикою “майже прямовисний; стрімкий; протилежне пологий, положистий” [СУМ, т. 4, с.373]. У місцевому мікротопоніміконі так називають поворот, який є вузьким і небезпечним.
30. Кутовий — Р.в. Кутового. Мікротопонім утворено лексико-семантичним способом від апелятива кутовий із семантикою “який має форму кута, зігнутий під кутом” [СУМ, т. 4, с. 418]. У місцевому мікротопоніміконі так називають берег, що розташований на куті.
31. Лужок — Р.в. Лужка. Мікротопонім утворено лексико-семантичним способом від апелятива лужок із семантикою “зменш.-пестл. до луг” [СУМ, т. 4, с. 553]. У місцевому мікротопоніміконі так називали луг.
32. Малий Міст — Р.в. Малого Мосту. Мікротопонім утворено семантичним способом від апелятивного сполучення та з вихідним значенням міст,”який є меншим за розміром, ніж інші мости, у селі, де апелятив міст означає “споруда для переїзду або переходу через річку, залізницю, автомагістраль, яр і т. ін.” [СУМ, т.4, с.749].
33. Мандрикове Поле — Р.в. Мандрикового Поля. Мікротопонім утворено семантичним способом від апелятивної сполуки з атрибутивом (атрибутив Мандрикове утворено від антропоніма Мандрин за допогою суфікса -ов-) та з вихідним значенням орне поле, “яке було власністю чоловіка на ім’я Мандрик”, де апелятив поле означає “безліса рівнина, рівний великий простір” [СУМ, т. 7, с. 61].
34. Михайлівська церква — Р.в. Михайлівської церкви. Мікротопонім утворено семантичним способом від апелятивного сполучення з атрибутивом (атрибутив Михайлівська утворено від антропоніма Михайло за допомогою суфікса -ськ-) та з вихідним значенням церква, “що названа на честь святого архангела Михаїла”, де апелятив церква означає “релігійна організація духівництва і віруючих, об'єднана спільністю вірувань і обрядовості” [СУМ, т. 11, с. 202].
35. На Базникових Паях — Р.в. незм. Мікротопонім утворено синтаксичним способом (прийм. на + ім. Базник у Р.в. мн. + пай у М.в. мн.) з атрибутивом (атрибутив Базникових утворено від антропоніма Базник за допомогою суфікса -ов-), де апелятив пай означає “частка, яка вноситься в капітал якого-небудь товариства (кооперативного, акціонерного і т. ін.) кожним його членом або дістається кожному при його розподілі” [СУМ, т. 6, с.16]. У місцевому мікротопоніміконі так називали фермерські угіддя, яким володіла сім’я Базників.
36. На Глинці — Р.в. незм.. Мікротопонім утворено синтаксичним способом (прийм. на + ім. глинка у М.в. одн.), де апелятив глинка означає “пестл. до глина.” [СУМ, т. 2, с. 85]. У місцевому мікротопомініконі так називали болотисту місцевість.
37. Оболоння — Р.в. Оболонні. Мікротопонім утворено лексико-семантичним способом від апелятива оболоння із семантикою “те саме, що оболонь” [СУМ, т. 5, с.550]. У місцевому мікротопоніміконі так називали болотисту місцевість, що розташована біля річки.
38. Острівок — Р.в. Острівка. Мікротопонім утворено лексико-семантичним способом від апелятива острів із семантикою “зменш. до острів; острівець” [СУМ, т. 5, с. 589]. У місцевому мікротопоніміконі так називають острів, який є не великим за розміром.
39. Петруньова Гора — Р.в. Петруньової Гори. Мікротопонім утворено семантичним способом від апелятивного сполучення з атрибутивом та з вихідним значенням гора, “яка розташована біля хати чоловіка на ім’я Петруньо”, де апелятив гора означає “значне підвищення над навколишньою місцевістю або серед інших підвищень” [СУМ, т. 2, с. 124].
40. Піщаний — Р.в. Піщаного. Мікротопонім утворено лексико-семантичним способом від апелятива піщаний із семантикою “який складається з піску” [СУМ, т. 6, с. 553]. У місцевому мікротопоніміконі так називають кар’єр для видобутку піску.
41. Поповича Рів — Р.в. Поповичевого Рову. Мікротопонім утворено семантичним способом від апелятивного сполучення з атрибутивом та з вихідним значенням рів, “який розташований біля хати чоловіка на прізвище Попович”, де апелятив рів означає “довга глибока канава, розмита водою або викопана в землі” [СУМ, т.8, с.547].
42. Сільська Бібліотека — Р.в. Сільської Бібліотеки. Мікротопонім утворено семантичним способом від апелятивного сполучення з атрибутивом та з вихідним значенням бібліотека, “яка належить громаді села”, де апелятив бібліотека означає “установа, культосвітній заклад, де зберігаються і видаються читачам книжки, журнали і т. ін., а також здійснюється популяризація і пропаганда літературних творів” [CУМ, т. 1, с.173].
43. Смолка — Р.в. Смолки. Мікротопонім утворено лексико-семантичним способом від апелятива смолка із семантикою “те саме, що смілка” [СУМ, т. 9, с.415]. У місцевому мікротопоніміконі так називають непридатну для обробки землю.
44. Три Кіпці — Р.в. Трьох Кіпців. Мікротопонім утворено семантичним способом від апелятива кіпець із семантикою “діал. Горбок.” [СУМ, т. 4, с. 168]. У місцевому мікротопоніміконі так називають кут, де розташовувалася велика стодола, у якій зберігали снопи, зібрані по жнивах.
45. Хрест — Р.в. Хреста. Мікротопонім утворено лексико-семантичним способом від апелятива хрест із семантикою “предмет і символ культу християнської релігії, який являє собою стрижень з однією або кількома поперечками у верхній половині (за євангельською легендою, на стовпі з перехрестям був розіп'ятий Христос)” [СУМ, т. 11, с. 139]. У місцевому мікротопоніміконі так називають пам’ятник на честь скасування панщини.
46. Через Дамбу — Р.в. незм.. Мікротопонім утворено синтаксичним способом (прийм. через + ім. дамба в З.в. одн.), де апелятив дамба означає “гідротехнічна або дорожня споруда у вигляді валу для зберігання води у водоймищах, захисту низин від затоплення і т. ін.” [СУМ, т. 2, с.210]. У місцевому мікротопоніміконі так називають греблю.
47. Целенковий Рів — Р.в. Целенкового Рову. Мікротопонім утворено семантичним способом від апелятивного сполучення з атрибутивом та з вихідним значенням рів, “який розташовувався біля хати сім’ї Целенків”, де апелятив рів означає “довга глибока канава, розмита водою або викопана в землі” [СУМ, т.8, с.547].
48. Збаразький Ставок — Р.в. Збаразького Ставка. Мікротопонім утворено семантичним способом від апелятивного сполучення з атрибутивом (атрибутив Збаразький утворений від топоніма Збараж за допомогою суфікса -зьк-) та з вихідним значенням ставок, “який розташований біля м. Збараж; водойма біля Збаража”, де апелятив ставок означає “те саме, що став” [СУМ, т. 9, с.635].